# ルーク・キークリー
ルーク・キークリー (Luke August Kuechly,1991年4月20日 - ）は、オハイオ州・シンシナティ出身のアメリカンフットボールの元選手である。ラインバッカーとして、カロライナ・パンサーズ一筋で8年間プレーした。
キークリーは、ボストンカレッジでカレッジフットボールをプレーし、2度のオールアメリカンに選出された後、2012年のNFLドラフトにて1巡目全体9位でカロライナ・パンサーズから指名され、NFL入りした。入団した直後から活躍し、ルーキーイヤーの2012年シーズンにはタックル1位となって、史上最年少で最優秀守備新人選手に輝いた。2年目も同様に活躍し、史上最年少で最優秀守備選手にも選出された。
2015年シーズンには、第50回スーパーボウルに出場し、10タックル1サックを記録する活躍をしたが、デンバー・ブロンコスに敗れ、スーパーボウル制覇を果たすことはできなかった。
2020年1月14日に引退を表明し、同年よりパンサーズのスカウトを務める。